# Pácsony
Pácsony is een plaats (község) en gemeente in het Hongaarse comitaat Vas. Pácsony telt 313 inwoners (2001).